# 石津村 (岐阜県)
石津村（いしづむら）は、かつて岐阜県海津郡に存在した村である。
現在の海津市の南西部（旧・南濃町南部）に位置し、西と南は三重県と接する。東に揖斐川、西に養老山地がある。
村名は、旧石津郡に由来する。

## 歴史
- 江戸時代末期、この地域は美濃国石津郡であり、天領、高須藩領、大垣藩領であった。
- 1878年（明治11年） - 石津郡は上石津郡と下石津郡に分割され、この地域は下石津郡となる。
- 1897年（明治30年）4月1日[1] - 郡制に基づき、下石津郡、海西郡と安八郡の一部が合併し、海津郡になる。
- 1897年（明治30年）4月1日 - 太田村、吉田村、田鶴村、松山村、境村が合併し、石津村になる。
- 1954年（昭和29年）11月5日 - 城山町、養老郡下多度村と合併し、南濃町となる。同日、石津村廃止。

## 学校
- 石津村立石津小学校 （現・海津市立石津小学校）
- 海津郡学校組合立南濃中学校

## 交通
- 近畿日本鉄道養老線
  - 美濃松山駅・石津駅